# Tropa de Elite

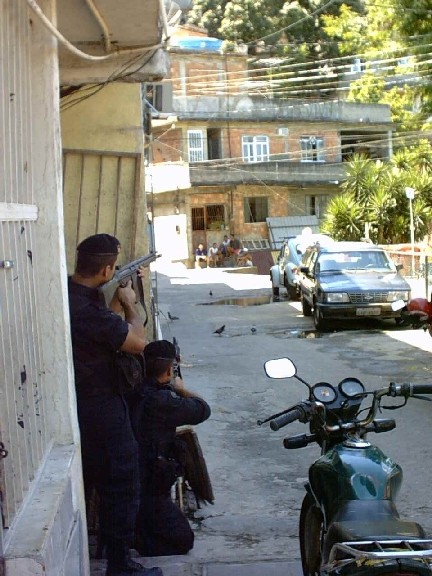
Elitgruppen BOPE i favelan i Rio.

Tropa de Elite är en brasiliansk film från 2007 i regi av José Padilha och med filmmanus av Bráulio Mantovani. Filmen bygger på sanna händelser i Rio de Janeiros ökända slumområden och ger en semifiktiv inblick i de dagliga rutinerna hos BOPE (portugisiska: Batalhão de Operações Policiais Especiais) – en elitgrupp inom militärpolisen i delstaten Rio de Janeiro.
Filmen är baserad på boken Elite da Tropa, publicerad 2006 och skriven av sociologen Luiz Eduardo Soares och två BOPE-officerare, Major André Batista och Kapten Rodrigo Pimentel. Filmen vann Guldbjörnen vid Filmfestivalen i Berlin 2008.

## Handling
Barndomsvännerna Neto och Matias (spelade av Caio Junqueira och André Ramiro) är två nyrekryterade poliser i staden Rio de Janeiro. De kastas in i det våldsamma drogkriget i Rios slumkvarter – där mord, gängstrider och polisbrutalitet är vardag - och tvingas välja mellan korruption eller ideal. Till slut väljer de att söka till en speciell elitstyrka, BOPE, som är tränade att döda och vars uppgift är att ta död på drogproblemen i staden. De för krig mot knarkkungarna i Rios fattiga favelor.
När Påven ska komma på statsbesök och hans logi bara ligger något kvarter från den problematiska slummen blir läget akut, och för att skydda Guds representant på jorden måste BOPE rensa upp en hel favela. I toppen av Tropa de Elite finns den sargade och stressade Kapten Nascimento (Wagner Moura). Nascimento, som ska få sitt första barn och inte längre klarar av att offra sin egen mänsklighet för att få ingå i elitstyrkan, söker sin ersättare i två kandidater. Vem ska det bli? Neto eller Matias?